# طالبیه

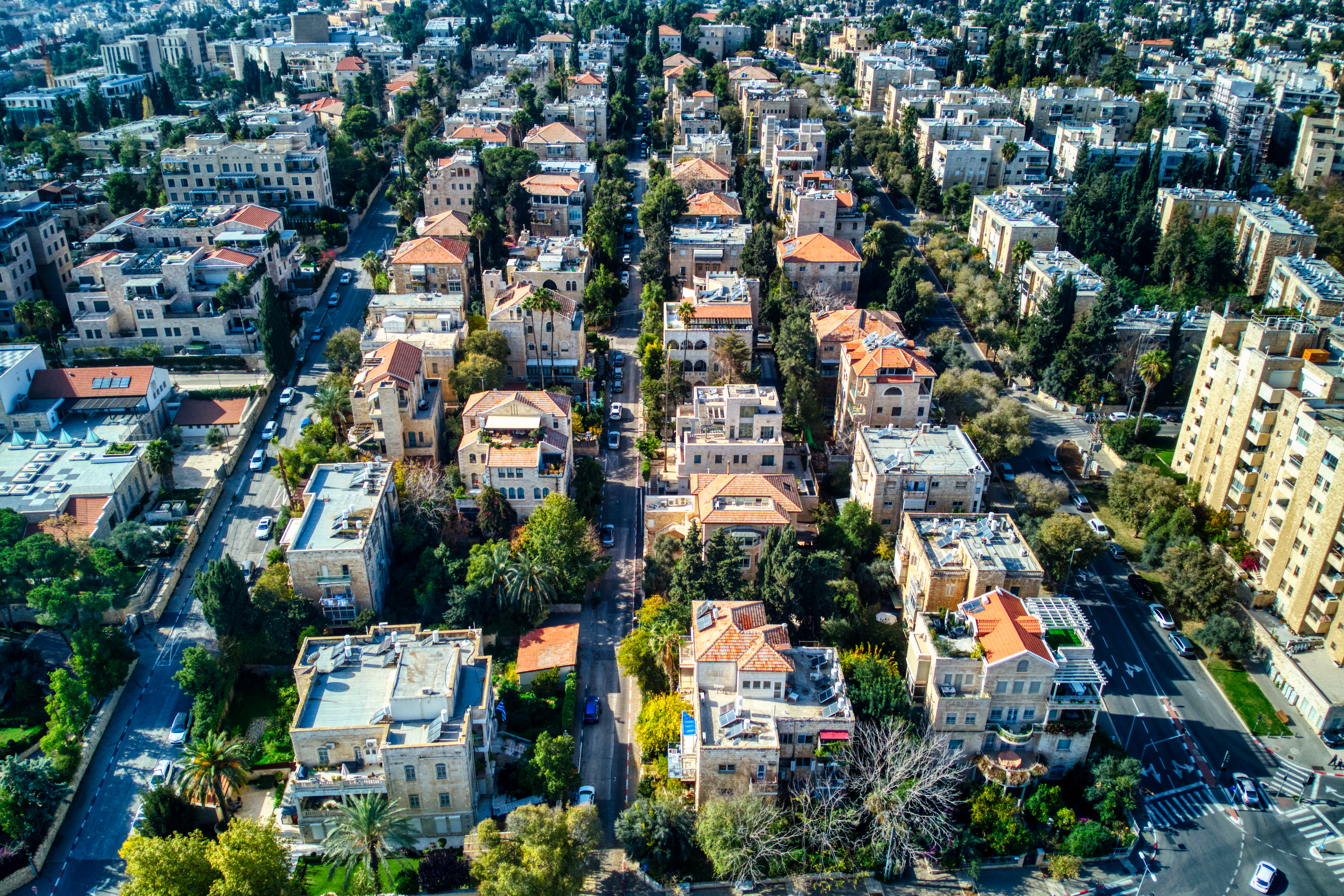
نمایی هوایی از محله طالبیه.

طالبیه (عربی: الطالبیة، عبری: טלביה‎)، محله‌ای شاخص در شهر اورشلیم، بین رهاویا و قطمون است. این محله در دهه ۱۹۲۰ و ۱۹۳۰ در زمینی که از پاتریارک‌نشین ارتدکس یونانی اورشلیم خریداری شده بود، بنا شد. اکثر ساکنان اولیه عرب‌های مسیحی مرفهی بودند که خانه‌های آن‌ها زیبا با نقوش معماری رنسانس، موری و عربی، احاطه شده توسط درختان و باغ‌های گلدار ساختند.

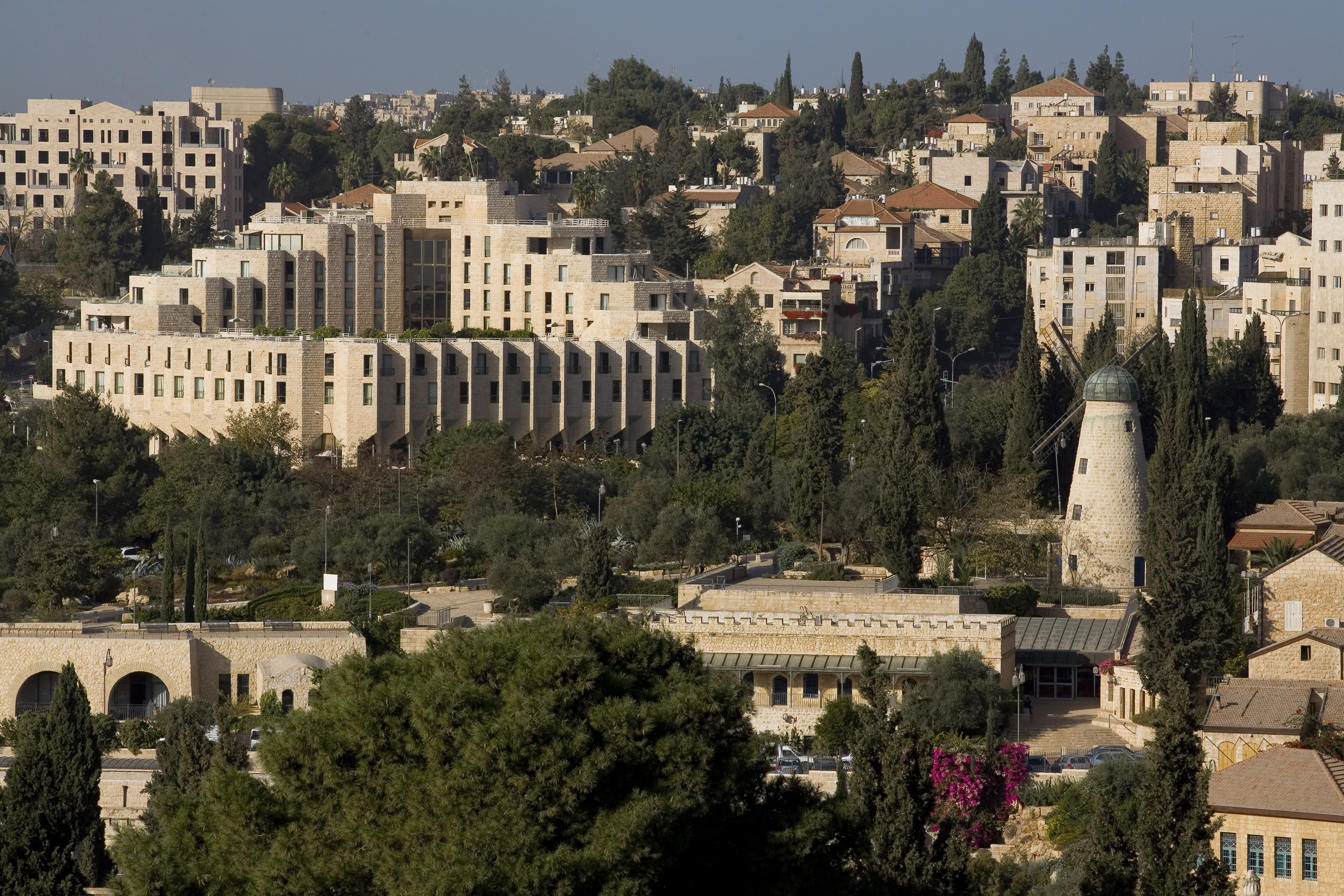
نمایی از طالبیه از شهر قدیمی اورشلیم

## تاریخ

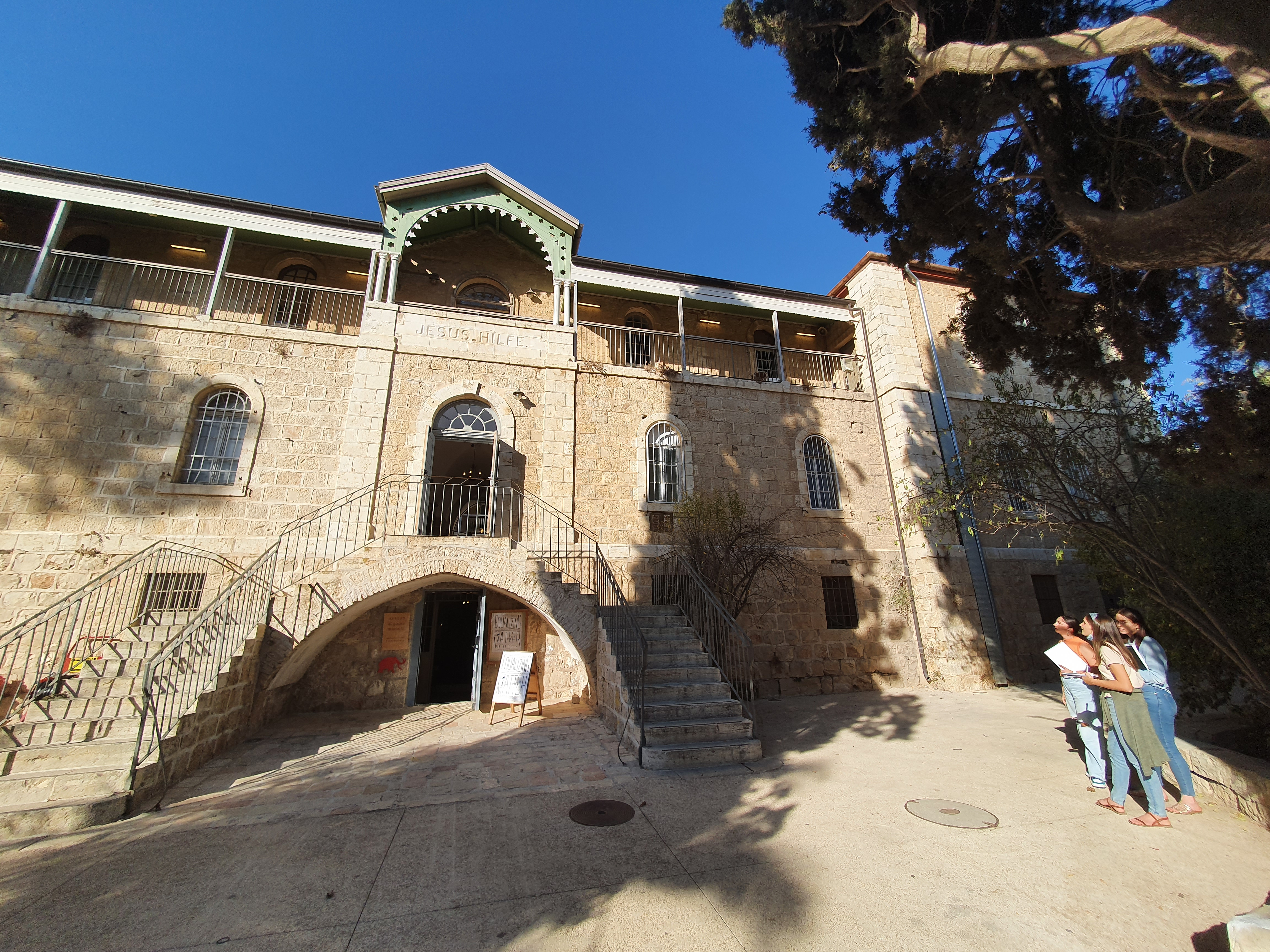
خانهٔ تاریخی هانسن در محلهٔ طالبیه

### قیمومیت بریتانیا
پس از جنگ جهانی اول، کنستانتین سلامه، اهل بیروت، با ایده ساختن محله ای معتبر برای مسیحیان خاورمیانه، زمینی را در طالبیه از کلیسای ارتدوکس یونان خریداری کرد. سلامه علاوه بر ویلایی برای خود، در میدانی که به نام او نامگذاری شده بود، دو خانه آپارتمانی ساخت. ویلا سلامه (۱۹۳۰) که در حال حاضر محل کنسولگری بلژیک در خیابان بالفور شماره ۲۱ است، به سبک آرت دکو توسط معمار فرانسوی، مارسل فویر طراحی شده‌است. .
قدمت گان هاشوشانیم (باغ گل رز) طالبیه به دهه ۱۹۳۰ برمی گردد. پس از تأسیس دولت اسرائیل، مراسم رسمی روز استقلال در این پارک برگزار شد.

### کشور اسرائیل
پس از جنگ ۱۹۴۸ فلسطین، بسیاری از ساکنان عرب طالبیه از جمله سلامه به دلیل قانون اموال غایب اسرائیل، حق مالکیت خود را از دست دادند. سلامه به دنبال آن بود تا اموال خود را بر اساس بندی که بین افرادی که خاک اسرائیل را به دلیل درگیری ترک کرده‌اند و افرادی که به دلایل دیگر غایب بودند، تمایز قائل شود، به دست آورد، اما پس از اینکه متقاعد شد که دادگاه عالی به دلیل ترس از ایجاد سابقه به نفع او رای نخواهد داد. او مبلغ نمادین ۷۰۰۰۰۰ دلار را به عنوان غرامت برای تمام املاک چند میلیون دلاری خود در اسرائیل پذیرفت.
قبل از جنگ شش روزه ۱۹۶۷، بسیاری از ویلاهای طالبیه دارای کنسولگری خارجی بودند. خانه کنستانتین سلامه، که او آن را به کنسولگری بلژیک اجاره داده بود، رو به میدانی پر از گل است که در اصل میدان سلامه بود، که بعداً به نام آورد وینگیت، یک افسر بریتانیایی که اعضای هاگانا را در دهه ۱۹۳۰ آموزش می‌داد، به میدان وینگیت تغییر نام داد. مارکوس استریت به افتخار سرهنگ دیوید (میکی) مارکوس، افسر ارتش ایالات متحده که داوطلبانه در جنگ اعراب و اسرائیل در سال ۱۹۴۸ مشاور نظامی بود، نامگذاری شده‌است.
نام عبری محله کوممیوت،(קוממיות) که پس از تأسیس دولت به عنوان یک محله عبری معرفی شد، هرگز مورد استفاده قرار نگرفت و هنوز به عنوان طالبیه شناخته می‌شود.

## نقاط دیدنی
برخی از موسسات فرهنگی مهم اورشلیم در طالبیه قرار دارند که از جمله آنها می‌توان به تئاتر اورشلیم، موسسه ون لیر و بیت هاناسی، اقامتگاه رسمی رئیس‌جمهور اسرائیل اشاره کرد.

## دعوای ملکی
برخی از اراضی در طالبیه همچنان متعلق به کلیسای ارتدکس یونانی اورشلیم است. در اوت ۲۰۱۶، گروهی از سرمایه‌گذاران ۵۰۰ دونوم از پاتریارک خریداری کردند، در حالی که بخشی از آن در طالبیه بود. قبلاً، زمین‌ها توسط صندوق ملی یهود اجاره شده بود و به مستاجران وطن‌گزینی که حقوق اجاره خود را در ثبت زمین اسرائیل به ثبت رسانده بودند، اجاره داده می‌شد، اما درآمد آن توسط به پاتریارکپرداخت نمی‌شد. این یکی از دلایل فروش زمین‌ها توسط پاتریارکبه «نایوت کومیوت» بود که متعهد شد تا اجاره‌های پدرسالار را دریافت کند، همان‌طور که در حکم دادگاه منطقه اورشلیم آمده‌است.
فروش این مناطق به دست ثالث به غیر از پاتریارک اورشلیم و صندوق ملی یهود، وطن‌گزینان اسرائیلی که بیشتر آنها مسن هستند، در یک بلاتکلیفی اقتصادی قرار می‌دهد، در حالی که ارزش املاک و مستغلات آنها کاهش می‌یابد. سرمایه گذاران همچنین قادر به ساخت یا تعریض ساختمان‌ها نیستند، زیرا زمین هنوز توسط صندوق ملی یهود برای چندین دهه اجاره داده می‌شود. مستاجران از دولت اسرائیل درخواست کردند که زمین‌های اجاره شده را ملی کند یا حداقل به آنها غرامت واقعی به دست آوردهایشان را که برابر با ارزش املاک و مستغلات بود، پرداخت کند. پاتریارک با ادعای نقض حقوق مالکیت خود واکنش نشان داد. در آغاز سال ۲۰۱۸، شهرداری اورشلیم به دولت اسرائیل ملحق شد و به‌طور قاطع از آزادسازی زمین‌ها خودداری کرد و ادعا کرد که باید هر املاک اجاره‌ای را برای مالیات بهبود آن ارزیابی کند. در نتیجه، رهبران کلیسای مسیحی، کلیسای مقبره مقدس را در پایان فوریه ۲۰۱۸ به روی بازدیدکنندگان بستند.

## ساکنان سرشناس
- هایم یاوین
- ادوارد سعید
- روون ریولین
- یاکوف نئمان
- مارتین بوبر
- دیوید فریدمن